# Paul Xanthos
Paul J. Xanthos (ur. 1921 na Poros, zm. 12 czerwca 2006 w Hidden Hills) – amerykański trener tenisa.

## Kariera zawodowa
W wieku 2 lat przybył do USA z rodzicami. W młodości łączył naukę z pracą w rodzinnym sklepie z przyprawami. Był kapitanem drużyny tenisowej w szkole średniej i jednocześnie jej trenerem. W 1941 wstąpił do armii amerykańskiej i walczył na froncie filipińskim II wojny światowej. Po wojnie zajął się pracą trenera w szkole średniej North Hollywood High School, gdzie obok tenisa prowadził zajęcia m.in. z koszykówki. Zainicjował także szkolny program nauki golfa.
W 1965 został po raz pierwszy trenerem akademickiej ekipy Los Angeles Pierce College. Osiągnął z reprezentacją uczelni szereg sukcesów, zdobywając 23 tytuły mistrza konferencji i notując długie serie zwycięstw (96 spotkań z rzędu, także odpowiednio 50, 37, 27). Łącznie pod jego kierunkiem Pierce College wygrało 550 spotkań w rozgrywkach akademickich, przegrało 94. Xanthos znany był z dyscypliny, jaką zaprowadzał w ekipie oraz umiejętności tworzenia atmosfery walki zespołowej.
W 1989 przeszedł na emeryturę, ale powrócił do pracy z ekipą Pierce College na rok w 1999 i jeszcze raz w 2005 w wieku 84 lat. Był autorem publikacji tenisowych, m.in. znanego podręcznika wykorzystywanego w uczelniach amerykańskich (Tennis, z Joan D. Johnson, późniejsze wydania także z Ann Lebedeff). Prowadził seminaria i kursy trenerskie, był jednym z inicjatorów powołania Narodowej Konferencji Trenerów przy federacji krajowej United States Tennis Association. Został uhonorowany nagrodą za zasługi dla USTA w 1974 oraz licznymi tytułami trenera roku. Jego nazwisko wpisano do Hall of Fame United States Professional Tennis Association (najstarszej amerykańskiej organizacji zrzeszającej trenerów tenisa) w 1999 oraz Hall of Fame Intercollegiate Tennis Association (organizatora rozgrywek międzyuczelnianych) w 1994.